# IRB Sevens World Series 2013-2014
Navigation
2012-2013 2014-2015
Les IRB Sevens World Series 2013-2014 sont la 15e édition des séries mondiales masculines de rugby à sept, la compétition la plus importante du monde de rugby à sept. Elle se déroule du 12 octobre 2013 au 11 mai 2014. L'équipe de la Nouvelle-Zélande conserve son titre en remportant la compétition ; l'Afrique du Sud termine deuxième, les Fidji troisièmes.

## Équipes permanentes et nouveau format
Quinze équipes possèdent le statut d'équipe permanente pour cette édition en fonction de leurs classements la saison passée (douze premiers au classement général) et au Tournoi de qualification de Londres en 2013. Désormais, l'équipe permanente terminant à la plus mauvaise place du classement est relégué et ne disputera pas la saison suivante, au profit de l'équipe du victorieuse du tournoi de qualification de Hong Kong 2014.
- Afrique du Sud
- Angleterre
- Argentine
- Australie
- Canada
- Écosse
- Espagne
- États-Unis
- Fidji
- France
- Pays de Galles
- Kenya
- Nouvelle-Zélande
- Portugal
- Samoa

## Étapes
| Date                   | Étape            | Lieu                                       | Vainqueur        |
| ---------------------- | ---------------- | ------------------------------------------ | ---------------- |
| 12 et 13 octobre 2013  | Australie        | Skilled Park, Gold Coast                   | Nouvelle-Zélande |
| 29 et 30 novembre 2013 | Dubaï            | The Sevens, Dubaï                          | Fidji            |
| 7 et 8 décembre 2013   | Afrique du Sud   | Nelson Mandela Bay Stadium, Port Elizabeth | Afrique du Sud   |
| 24 au 26 janvier 2014  | États-Unis       | Sam Boyd Stadium, Las Vegas                | Afrique du Sud   |
| 7 et 8 février 2014    | Nouvelle-Zélande | Westpac Stadium, Wellington                | Nouvelle-Zélande |
| 22 et 23 mars 2014     | Japon            | Chichibunomiya Rugby Stadium, Tokyo        | Fidji            |
| 28 au 30 mars 2014     | Hong Kong        | Hong Kong Stadium, Hong Kong               | Nouvelle-Zélande |
| 3 et 4 mai 2014        | Écosse           | Scotstoun Stadium, Glasgow                 | Nouvelle-Zélande |
| 10 et 11 mai 2014      | Angleterre       | Stade de Twickenham, Londres               | Nouvelle-Zélande |

## Classement
| Légende                                                                                             |
| --------------------------------------------------------------------------------------------------- |
| Qualifié pour la saison 2014–2015                                                                   |
| Relégué                                                                                             |
| Équipe invité                                                                                       |
| T : tenant du titre 2013 Q : vainqueur du tournoi qualifier de Hong Kong et qualifié pour 2014-2015 |

| Classement 2013-2014 | Classement 2013-2014 | Classement 2013-2014 | Classement 2013-2014 | Classement 2013-2014 | Classement 2013-2014 | Classement 2013-2014 | Classement 2013-2014 | Classement 2013-2014 | Classement 2013-2014 | Classement 2013-2014 | Classement 2013-2014 |
| Rang                 | Pays                 | Gold Coast           | Dubaï                | Port Elizabeth       | Las Vegas            | Wellington           | Tokyo                | Hong Kong            | Glasgow              | Londres              | Total                |
| -------------------- | -------------------- | -------------------- | -------------------- | -------------------- | -------------------- | -------------------- | -------------------- | -------------------- | -------------------- | -------------------- | -------------------- |
| 1.                   | Nouvelle-Zélande (T) | 22                   | 17                   | 19                   | 19                   | 22                   | 15                   | 22                   | 22                   | 22                   | 180                  |
| 2.                   | Afrique du Sud       | 15                   | 19                   | 22                   | 22                   | 19                   | 19                   | 13                   | 10                   | 13                   | 152                  |
| 3.                   | Fidji                | 13                   | 22                   | 13                   | 8                    | 17                   | 22                   | 17                   | 17                   | 15                   | 144                  |
| 4.                   | Angleterre           | 17                   | 15                   | 8                    | 13                   | 15                   | 17                   | 19                   | 13                   | 17                   | 134                  |
| 5.                   | Australie            | 19                   | 8                    | 7                    | 12                   | 13                   | 13                   | 15                   | 10                   | 19                   | 116                  |
| 6.                   | Canada               | 7                    | 5                    | 2                    | 17                   | 12                   | 10                   | 10                   | 19                   | 8                    | 90                   |
| 7.                   | Kenya                | 12                   | 10                   | 10                   | 7                    | 8                    | 10                   | 3                    | 12                   | 12                   | 84                   |
| 8.                   | Samoa                | 10                   | 5                    | 17                   | 15                   | 10                   | 2                    | 5                    | 5                    | 10                   | 79                   |
| 9.                   | Argentine            | 5                    | 13                   | 15                   | 10                   | 10                   | 3                    | 5                    | 7                    | 7                    | 75                   |
| 10.                  | France               | 8                    | 3                    | 12                   | 10                   | 5                    | 5                    | 7                    | 8                    | 10                   | 68                   |
| 11.                  | Pays de Galles       | 10                   | 12                   | 5                    | 5                    | 5                    | 8                    | 12                   | 3                    | 5                    | 65                   |
| 12.                  | Écosse               | 5                    | 10                   | 3                    | 5                    | 7                    | 7                    | 8                    | 15                   | 1                    | 61                   |
| 13.                  | États-Unis           | 3                    | 1                    | 5                    | 3                    | 3                    | 12                   | 10                   | 1                    | 3                    | 41                   |
| 14.                  | Portugal             | 2                    | 7                    | 10                   | 1                    | 1                    | 1                    | 2                    | 1                    | 1                    | 26                   |
| 15.                  | Espagne              | 1                    | 2                    | 1                    | 2                    | 2                    | 1                    | 1                    | 5                    | 5                    | 20                   |
| 16.                  | Japon (Q)            | -                    | -                    | -                    | -                    | -                    | 5                    | -                    | 2                    | 2                    | 9                    |
| 17.                  | Tonga                | 1                    | -                    | -                    | -                    | 1                    | -                    | -                    | -                    | -                    | 2                    |
| 18.                  | Russie               | -                    | 1                    | -                    | -                    | -                    | -                    | -                    | -                    | -                    | 1                    |
| 18.                  | Uruguay              | -                    | -                    | -                    | 1                    | -                    | -                    | -                    | -                    | -                    | 1                    |
| 18.                  | Zimbabwe             | -                    | -                    | 1                    | -                    | -                    | -                    | -                    | -                    | -                    | 1                    |
| 18.                  | Sri Lanka            | -                    | -                    | -                    | -                    | -                    | -                    | 1                    | -                    | -                    | 1                    |

## Joueurs

### Meilleur marqueur
| Essais inscrits | Essais inscrits         | Essais inscrits | Essais inscrits |
| Rang            | Joueur                  | Essais          |                 |
| --------------- | ----------------------- | --------------- | --------------- |
| 1               | Samisoni Viriviri (FIJ) | 52              |                 |
| 2               | Tim Mikkelson (NZL)     | 33              |                 |
| 3               | Tom Mitchell (ENG)      | 32              |                 |
| 4               | Collins Injera (KEN)    | 30              |                 |
| 4               | Diego Palma (ARG)       | 30              |                 |

### Meilleur réalisateur
| Points inscrits | Points inscrits         | Points inscrits | Points inscrits |
| Rang            | Joueur                  | Points          |                 |
| --------------- | ----------------------- | --------------- | --------------- |
| 1               | Tom Mitchell (ENG)      | 358             |                 |
| 2               | Samisoni Viriviri (FIJ) | 260             |                 |
| 3               | Gillies Kaka (NZL)      | 258             |                 |
| 4               | Emosi Mulevoro (FIJ)    | 246             |                 |
| 5               | Cameron Clark (AUS)     | 229             |                 |